# پنیر ادامر

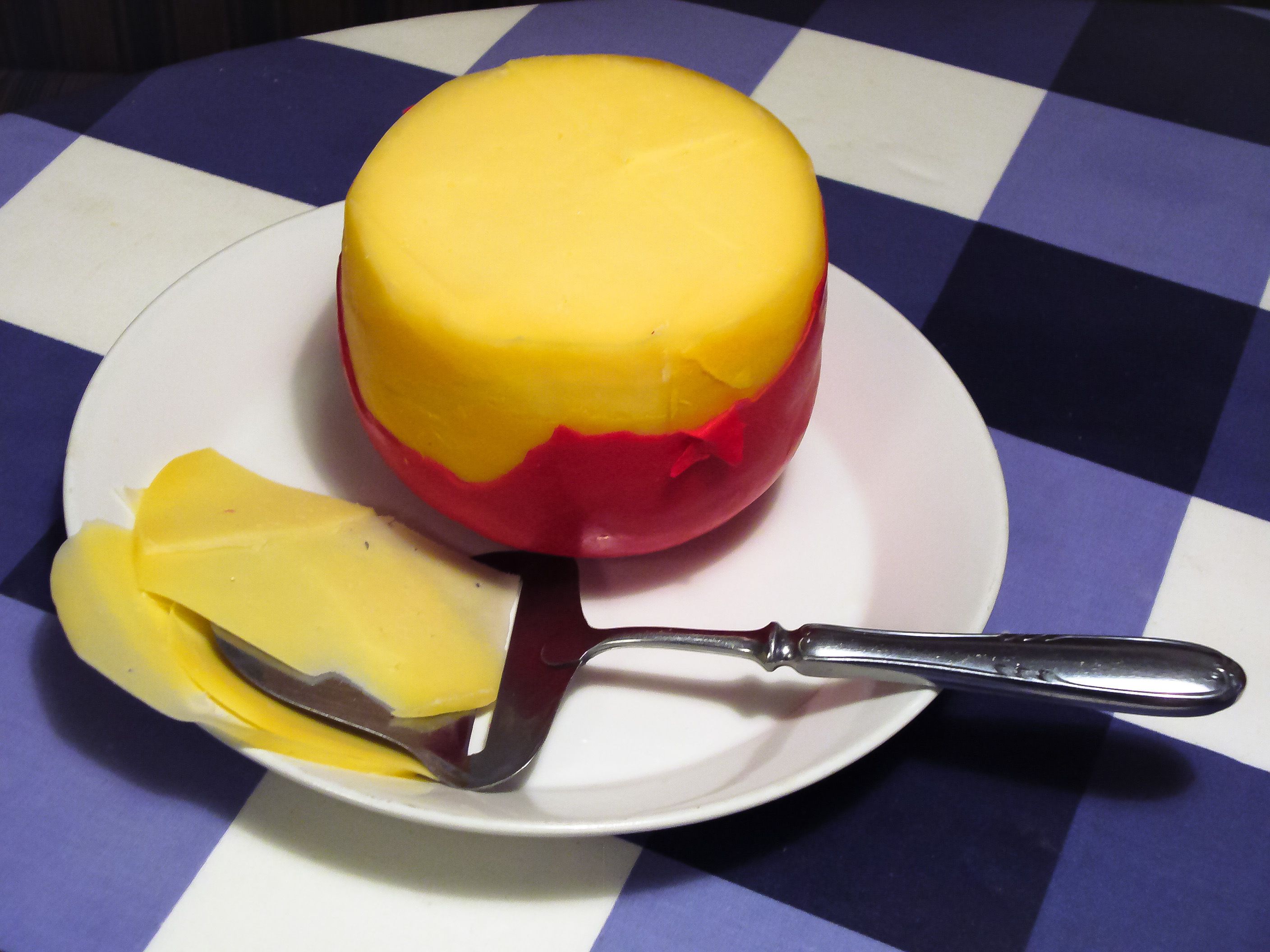
پنیر کوچک و کروی ادامر

پنیر ادامر (هلندی: Edammer، [ˈe:dɑmər])، پنیر نیمه سختی است که منشأ آن کشور هلند است و به نام شهر ادم در استان هلند شمالی نامگذاری شده‌است. این پنیر به طور سنتی به شکل استوانه‌های گرد که داخل آن به شکل زرد کم‌رنگ و دارای پوشش یا پوستی از پارافین قرمز رنگ است به فروش می‌رسد. ادامر به خوبی دوام آورده و از مکانی به مکان دیگر می‌رود، ادامر فاسد نشده و فقط سفت‌تر می‌گردد. این ویژگی‌ها (از بین دیگران) موجب شده که این پنیر از قرن چهاردهم تا هیجدهم محبوبترین پنیر هم در اجتماعات موجود در دریاها و هم خشکی‌ها گردد. یکی از تولیدکننده‌های اصلی ادامر شرکت FrieslandCampina در ماریم هلند است.